# Emmanuel Hondré
Emmanuel Hondré, né à Laval le 16 juillet 1968, est directeur général de l'Opéra national de Bordeaux depuis 2021. Il succède à Marc Minkowski.

## Biographie
Flûtiste de formation, il étudie à l'École nationale de musique de La Roche-sur-Yon dans la classe de Claire Corselis, au Conservatoire national de région d'Angers dans la classe de Marc Honorat et au Conservatoire national de région de Boulogne-Billancourt dans la classe de Pierre-Yves Artaud.
Il est titulaire de quatre premiers prix au Conservatoire national supérieur de musique et de danse de Paris (classe d'histoire de la musique d'Yves Gérard, classe d'esthétique de Rémy Stricker, classe de pédagogie et classe de musicologie d'Yves Gérard).
Il est docteur en musicologie de l'Université de Tours et soutient en 2002 sa thèse sur L'Établissement des succursales du Conservatoire de musique de Paris de la Restauration à la monarchie de Juillet : un exemple de décentralisation (avec comme directeurs de recherche Michelle Biget-Mainfroy et Jean-Jacques Eigeldinger).

### Parcours professionnel
- Rédacteur musical à la Cité de la musique (1997-2002)[10]
- Responsable du service culturel du Musée de la Musique à Paris (2002-2004)
- Directeur de la production de la Cité de la musique (2004-2006)[11]
- Directeur de production de la Salle Pleyel (2006-2014)[12]
- Directeur du département concerts et spectacles de la Philharmonie de Paris (2015-2021)[13]
- Directeur général de l'Opéra National de Bordeaux (2021).

Il est professeur invité à Sciences Po Paris, à la Haute École de Musique de Genève, à l'École d'Arts et de Culture de Shanghai, à l'Académie Gnessine de Moscou et à Duke University (USA).

### Collaborations scéniques
Pour des productions d'opéra, il collabore avec Emmanuelle Bastet, Yoshi Oïda, Vincent Boussard, Stephan Braunschweig, Valentina Carrasco, Jean-Philippe Clarac & Olivier Deloeil, Olivier Fredj, Ludovic Lagarde, Sidi Larbi Cherkaoui, Peter Sellars, Marie-Eve Signeyrole, Adriano Sinivia...
Pour des productions chorégraphiques, il collabore avec Farid Berki, Dominique Brun, François Chaignaud, Sidi Larbi Cherkaoui, Raphaëlle Delaunay, Jean-Claude Galotta, Angelin Preljocaj, Alban Richard, Rihoko Sato, Saburo Teshigawara, Luca Veggetti...

## Publications

### Ouvrages
- Le Conservatoire de Paris - Regards sur une institution et son histoire, Éditions Association du Bureau des étudiants du Conservatoire National Supérieur de Musique et de Danse de Paris, 1995, 304 p.  (ISBN 2-9509140-0-4)[36]
- La Marseillaise, Éditions Art et culture, 2002, 60 p.  (ISBN 2-240-00795-8)[37]
- François Devienne (1759-1803), Éditions Dominique Guéniot, 2004, 79 p.  (ISBN 2878252578)[38]
- André Jolivet : guide des oeuvres, Association des amis d'André Jolivet, PLAGE, 2006, 141 p.
- Cent conseils pour un jeune musicien, Éditions La Lettre du musicien, 2019, 79 p.  (ISBN 9791091544092)[39]

### Autres publications
- « Chine : l'histoire d'un malentendu », La Lettre du musicien no 542, juin 2021[40].
- « Fabienne Verdier – Sound Traces (2014-2020) », L’Archicube – revue de l’Association des anciens élèves, élèves et amis de l’École Normale Supérieure, décembre 2020, p. 183-189[41].
- « En musique, rien de certain », La Croix, 28 août 2015[42].
- « Le public a besoin de se projeter dans une personnalité », La Lettre du musicien, 30 avril 2014[43].
- « Rendre à Bruckner… », Scolpato n° 17, 1er mars 2012[44].
- « L’École de musique de Toulouse : les enjeux d’une “nationalisation” (1820-1848) », dans Actes du colloque de la Société Française de Musicologie (14-16 septembre 2000), Revue Française de Musicologie no 92/1 (2006), p. 109-122.
- « Le Conservatoire de musique de Paris : une institution en quête de sa mission nationale (1795-1848) », dans Musical Education in Europe (1770-1914): Compositional, Institutional, and Political Challenges, dir. Michel Noiray & Michael Fend, European Science Foundation, Berlin : Berliner Wissenschafts-Verlag, 2005, vol. 1, p. 81-102.
- « Jolivet pédagogue », dans Portrait(s) d’André Jolivet, Paris : Bibliothèque nationale de France, 2005, p. 121-129.
- « La Sequenza I de Luciano Berio : œuvre ouverte ? », dans Traversières Magazine no 77, 2003, p. 27-28.
- « Les fondements d’un “primitivisme musical” chez André Jolivet (1935-1939) », dans Les Cahiers du Musée de la musique, Paris : Cité de la musique, 2003, p. 33-43.
- « Les structures de l’enseignement musical contrôlé par l’État : perspectives historiques », dans L’avenir de l’enseignement spécialisé de la musique - Actes des journées d’études 17-19 avril 2000, Lyon : Cefedem Rhône-Alpes, 2002, tome 1, p. 131-157.
- « Bruno Mantovani : un appel d’air pour la musique d’aujourd’hui », Traversières Magazine no 68, juillet-septembre 2001, p. 41-47.
- « Rebonds », Carnaval - Hommage à Rémy Stricker, Paris : Centre de Recherche et d’Édition du Conservatoire, 2001, p. 71-78.
- « Les Études d’Anton Bernhard Fürstenau : aux sources du romantisme », Traversières Magazine no 67, avril-juin 2001, p. 39-46 ; trad. en néerlandais : « De études van Anton Bernhard Fürstenau naar de bronnen van de romantiek », Fluit - Nederlands Fluit Genootschap, no 4, septembre 2001, p. 21-29.
- « Les succursales du Conservatoire ou les jalons d’une relation Paris-province », Le Conservatoire de Paris, 1795-1995 - Deux cents ans de pédagogie, sous la direction d’Alain Poirier et d’Anne Bongrain, Paris : Buchet-Castel, 1999, p. 409-420.
- « Le Conservatoire de Marseille ou les enjeux d’une nationalisation (1821-1841) », La Musique dans le Midi de la France, tome 2 : XIXe siècle, Actes du Colloque de l’Académie Musicale de Villecroze, sous la direction de François Lesure, Paris : Klincksieck, 1998, p. 87-106.
- « L’étude pour flûte : de la cristallisation à la définition d’un genre », Sillages musicologiques - Hommages à Yves Gérard, sous la direction de Raphaëlle Legrand et Philippe Blay, Paris : Centre de recherche et d’édition du Conservatoire, 1997, p. 111-117.
- « La mise en place des premières succursales du Conservatoire », Le Conservatoire de Paris, 1795-1995 - Des Menus-Plaisirs à la Cité de la musique, sous la direction d’Yves Gérard et d’Anne Bongrain, Paris : Buchet-Chastel, 1996, p. 169-200.
- « Le Conservatoire de Paris ou le renouveau du “chant français” », Romantisme no 93, 1996/3, p. 83-94[45].
- « Le violon modèle », Traversières magazine no 15/49, avril-juin 1995, p. 36-41.
- « Les études sur les modes de jeu contemporains », Traversières magazine no 13/47, octobre-décembre 1994, p. 41-43.
- « Paganini et la flûte... La virtuosité dans les études du XIXe siècle », Marsyas no 21, Institut de Pédagogie Musicale et Chorégraphique, mars 1992, p. 31-37.

## Distinctions
- Officier de l'ordre des Arts et des Lettres (2021)
- Médaille de bronze de l'ordre Gloria Artis (Pologne, 2012)[46]